# Edmond Caillard
Pour les articles homonymes, voir Caillard.
Edmond Caillard (5 avril 1912 - 16 juin 1991) est un médecin et résistant néo-calédonien né et mort à Nouméa.

## Biographie

### Une famille de notables coloniaux
Edmond Caillard est issu d'une famille de notable de la colonie de Nouvelle-Calédonie. Il est ainsi le fils aîné d'Edmond-Auguste Caillard (1885-1969), un colon planteur d'origine normande installé en Nouvelle-Calédonie avec sa mère et son frère en 1902 puis installé à Aoré sur Espiritu Santo dans le condominium des Nouvelles-Hébrides, où il a contribué au développement de la colonisation agricole au début du XXe siècle dans les îles de Santo et Mallicolo. Edmond-Auguste Caillard fut par ailleurs élu au conseil général de la colonie de Nouvelle-Calédonie et Dépendances de 1922 à 1928,. Par sa mère, Clotilde Marillier (1883-1939), Edmond Caillard est de plus le petit-fils du commerçant, mineur et homme politique de la colonie Jean-Baptiste Marillier (1848-1916), d'origine bourguignonne, arrivé dans le cadre de son service militaire à Nouméa en 1872 où il a ensuite fondé un magasin de nouveautés et d'alimentations tout en se lançant également dans le rachat et l'exploitation de mines de chrome et de cobalt puis en devenant maire de la petite capitale coloniale de 1895 à 1896. Toujours du côté maternel, Edmond Caillard est également le neveu du géomètre Jean-Baptiste Marillier fils (né 1890) qui fut le chef du Service topographique du Territoire jusqu'à sa retraite en 1953.

### Études et Résistance en Métropole
Il termine ses études secondaires au collège Lapérouse de Nouméa puis part faire ses études de médecine en France métropolitaine, sortant diplômé de médecine coloniale en mai 1939. Toujours en Métropole au moment de la mobilisation de 1939, il a été mobilisé au 24e régiment d'infanterie coloniale, se bat sur la Somme en mai-juin 1940, est fait prisonnier par les Allemands, avant d'être démobilisé en 1941. Il s'est alors installé à Saint-Just-en-Chaussée, dans l'Oise et en Zone occupée. Il a contribué jusqu'en 1944 à l'évacuation de 87 parachutistes alliés. En 1944, il a pu relever et transmettre au commandement allié les positions des divisions allemandes de la Somme, et est quelques mois remobilisé à la Libération. Il a été décoré pour ses actes de bravoure de la Medal of Freedom (États-Unis), de la King's Medal for Courage in the Cause of Freedom (Royaume-Uni), de la Croix de la Résistance et de la Croix de guerre. Il a été nommé chevalier de la Légion d'honneur.

### Carrière politique
Il a été adjoint au maire de Saint-Just-en-Chaussée de 1944 à 1946, puis est retourné en Nouvelle-Calédonie en novembre 1946. Il participe à la création en 1947 de la Polyclinique de l'Anse Vata à l'emplacement d'un ancien hôpital militaire américain. Il poursuit également dans son territoire d'origine une carrière politique, étant élu gaulliste à l'Assemblée territoriale de Nouvelle-Calédonie de 1957 à 1962. Il est, durant les années 1950 et 1960, l'un des principaux chefs de la fédération néo-calédonienne de l'Union pour la nouvelle République (UNR), aux côtés de l'avocat Georges Chatenay. Il rompt avec celui-ci à l'approche des élections législatives de 1967, tous deux se présentant contre le député sortant Rock Pidjot, de l'Union calédonienne (UC, parti à l'époque centriste, autonomiste et prônant la construction d'une société pluriethnique équilibrée entre Européens et Mélanésiens). Chatenay garde le contrôle de l'UNR, tandis qu'Edmond Caillard entraîne avec lui une part importante des gaullistes locaux tout en refusant le soutien des Mélanésiens anti-UC de l'Association des indigènes calédoniens et loyaltiens français (AICLF), proches de certaines missions protestantes, avec lesquels il fonde son propre parti, l'Action calédonienne (AC). Edmond Caillard arrive dernier de cette triangulaire avec 2 320 voix et 9,11 % des suffrages exprimés, arrivant loin derrière les 57,27 % de Rock Pidjot et les 33,61 % de Georges Chatenay. 
Après cet échec, Edmond Caillard se met en retrait de la vie politique, soutenant toutefois la création en 1968 de l'Union démocratique (UD) par la fusion de l'ensemble des forces de l'opposition de droite à l'UC, puis celle en 1972 de l'Entente démocratique et sociale (EDS) du sénateur Henri Lafleur, de son fils Jacques Lafleur et du maire de Nouméa Roger Laroque et enfin celle en 1977 du Rassemblement pour la Calédonie (RPC), grand parti d'opposition à l'indépendance formé autour de Jacques Lafleur et qui devient l'année suivante le Rassemblement pour la Calédonie dans la République (RPCR). 
Le frère d'Edmond Caillard, André (homme d'affaires, 1923-1996), va lui succéder en politique, en contribuant directement à la fondation de l'EDS puis du RPC et finalement du RPCR. André Caillard est, sous les couleurs de ce dernier parti, vice-président (et donc le chef politique effectif) du conseil de gouvernement (l'exécutif du Territoire) en 1978, élu à l'Assemblée territoriale de 1972 à 1977 et en 1979 puis conseiller économique et social de 1979 à 1985.

### Mariage et descendance
De son union en avril 1940 avec Suzanne Mangeol, native des Vosges, sont nés quatre enfants, dont les trois premiers en France métropolitaine : 
- Jean-Paul Caillard (né en 1941), lui aussi médecin et également engagé en politique mais dans un bord opposé, il a fondé durant ses études en Métropole l'Association des étudiants de Nouvelle-Calédonie et des Nouvelles-Hébrides (AENCNH) puis, avec Max Chivot, l'Association des jeunes calédoniens à Paris (AJCP), mouvement de jeunes calédoniens d'origine européenne et de gauche ayant participé au mouvement étudiant de Mai 68[8]. Toujours avec Max Chivot il va créer, après son retour en Nouvelle-Calédonie, l'Union des jeunesses calédoniennes (UJC) qui entretient des discours et actions communes avec les mouvements kanaks des Foulards rouges de Nidoïsh Naisseline ou du groupe 1880 d'Élie Poigoune[9]. Ils créent ensemble, aux côtés de syndicalistes ou de Métropolitains d'extrême gauche, le Parti socialiste calédonien (PSC) en 1976 qui contribue à la création en 1979 du Front indépendantiste. Ils le quittent à la suite d'un différend politique à l'égard du soutien à apporter au nouveau président de la République, le socialiste François Mitterrand. Jean-Paul Caillard et Max Chivot, candidats (respectivement comme suppléant et titulaire) de cette majorité présidentielle aux élections législatives du 14 juin 1981 dans l'ancienne 2e circonscription de la Nouvelle-Calédonie (dite « circonscription Ouest », comprenant la Nouvelle-Calédonie, ils y obtiennent 1 570 voix et 5,24 % des suffrages ainsi que le quatrième meilleur score sur neuf candidats), sont alors chargés d'organiser la section néo-calédonienne du Parti socialiste (PS). Jean-Paul Caillard est le secrétaire fédéral de cette section dans les années 1980, et est candidat régulièrement sur des listes communes formées avec des indépendantistes, soit le mouvement modéré de Libération kanak socialiste (LKS) de Nidoïsh Naisseline en 1985 soit avec le Front de libération nationale kanak et socialiste (FLNKS) en 1989 et 1999, pour les élections au Congrès (nouveau nom à partir de 1985 de l'assemblée locale), sans jamais être élu. En 2007, avec notamment son épouse Françoise née Sipa, il est l'un des animateurs du comité de soutien dans l'archipel à la candidature de Ségolène Royal pour l'élection présidentielle[10], puis est vice-président de celui de François Hollande en 2012. Il a contribué également à fonder, avec Élie Poigoune notamment, la Ligue des droits de l'Homme en Nouvelle-Calédonie (LDH-NC), et en est le secrétaire encore en 2007[11]. Il est de plus membre de droit de la Fédération des Œuvres Laïques (FOL), le président en 2013 de l'Amicale laïque ainsi que membre du Grand Orient de France[12]. Il a épousé une Kanak originaire de Maré, Françoise Sipa, qui s'est également engagée à la fin des années 1960 dans un mouvement de jeunesse de gauche, les Foulards rouges, avant de militer à l'UC puis au PS, elle est la présidente fondatrice depuis 1999 de l'Union des femmes citoyennes de Nouvelle-Calédonie, une association féministe[13].
- Michel Caillard (né en 1943).
- François Caillard (né en 1944).
- Odile Caillard (née en 1948).

### Postérité et hommages
Le nom d'Edmond Caillard a été attribué à une rue et à un rond-point dans la commune du Mont-Dore où il résidait, ainsi qu'à une rue à Saint-Just-en-Chaussée en 2015. Un timbre et une enveloppe premier jour à son nom ont également été édités en 2002.

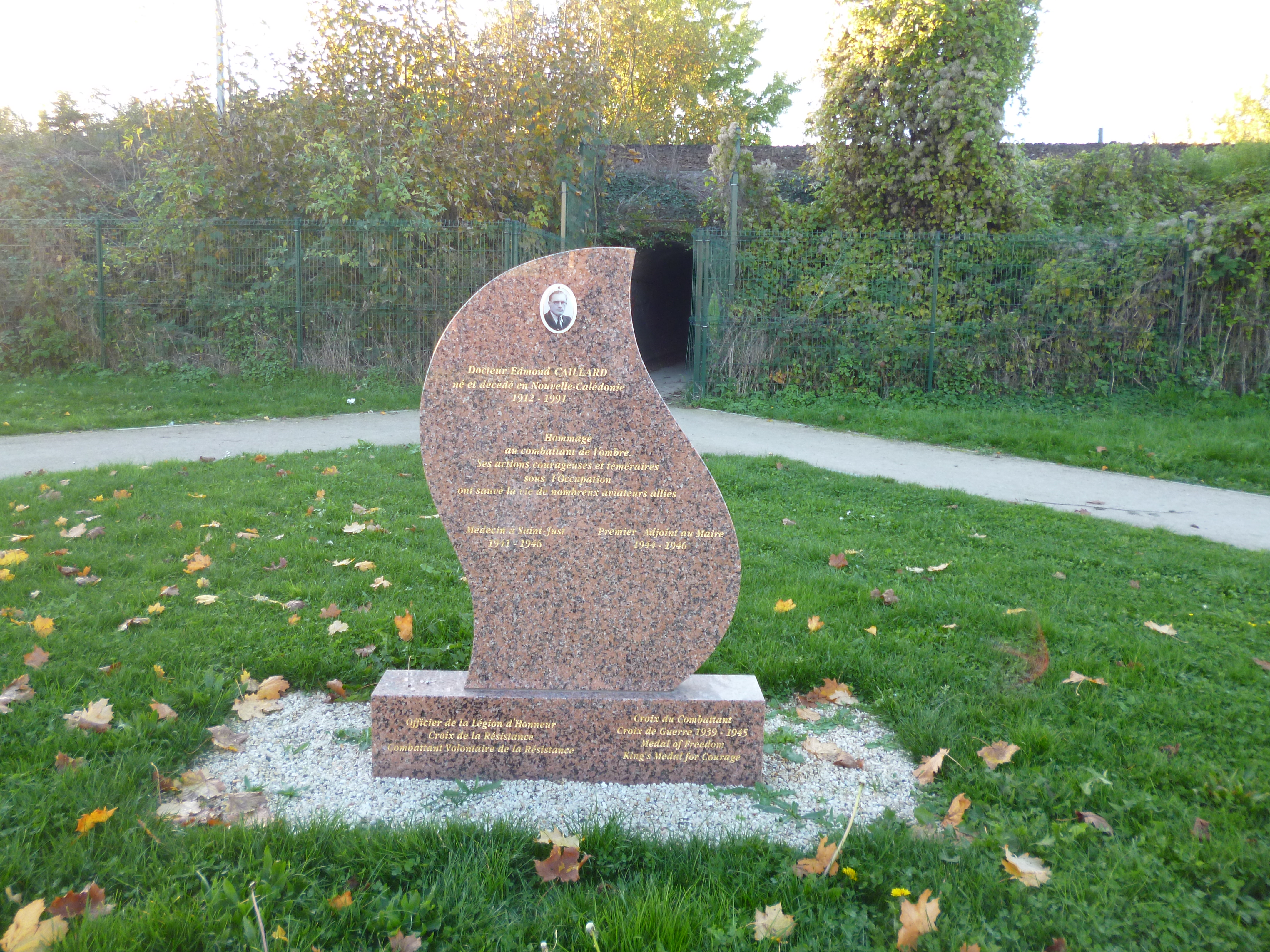
Monument en son honneur, à Saint-Just-en-Chaussée.

## Sources bibliographiques
- Publications de la Société des océanistes, n° 3, p. 42, éd. Société des océanistes, 1953.
- Bulletin scientifique de la Société d'études historiques, n° 94 à 97, p. 97, éd. Société d'études historiques de la Nouvelle-Calédonie, 1993.